# 布朗斯維爾 (田納西州)
布朗斯维尔（Brownsville），美国田纳西州海伍德县城市，海伍德县县府所在地。布朗斯维尔总人口10,292（2010年）。布朗斯维尔得名于1812年战争中的美国指挥官雅各布·布朗。